# 国立台湾体育運動大学
国立台湾体育運動大学（こくりつたいわんたいいくうんどうだいがく、英語: National Taiwan University of Sport）は、台中市北区双十路一段16号に本部を置く台湾の国立大学。1961年創立、2012年大学設置。大学の略称は台湾体大、台体。

## 沿革

### 年表
- 1961年 - 台湾省立体育専科学校として開校、3年制の体育学科を設置
- 1970年 - 新竹分校を設置
- 1980年 - 新竹分校を本校に統合
- 1991年 - 国立台湾体育専科学校と改称
- 1993年 - レクリエーション運動学科を設置
- 1994年 - 体育ダンス学科を設置
- 1996年 - 国立台湾体育学院と改称。運動教育学部（体育学科・ダンス学科）およびレクリエーション運動学科、競技運動学科を設置
- 1998年 - 嘉義分校を設置
- 2002年 - 体育学科（夜間）を設置
- 2008年 - 国立体育・スポーツ学院と合併し、国立台湾スポーツ大学になる
- 2009年 - 国立台湾スポーツ大学は合併をキャンセルし、学院に戻った
- 2010年 - 競技運動学部（競技運動学科・球技学科・戦闘運動学科）、スポーツ情報通信学科を設置
- 2011年 - 8月、国立台湾体育運動大学と改称
- 2015年 - 嘉義分校を本校に統合。運動産業学部スポーツマネジメント学科をスポーツ産業と経営学科に名称変更。運動教育学部体育ダンス学科をダンス学科に名称変更

## 教育および研究

### 組織

#### 学部
- 運動教育学部
  - 体育学科
  - ダンス学科
- 競技運動学部
  - 競技運動学科
  - 球技学科
  - 戦闘運動学科
- 運動産業学部
  - レクリエーション運動学科
  - スポーツ産業と経営学科
  - 運動健康科学科
  - スポーツ情報通信学科
  - レクリエーション運動マネジメント研究科

## 学生
- 連佩如 - 柔道家

## 主な出身者
- 李佳鴻 - ソフトテニス　アジア競技大会二連覇（2006,2010）
- 鄭竹玲 - ソフトテニス　アジア競技大会ゴールドメダリスト
- 郭俊麟 - 野球　埼玉西武ライオンズ（2015～）
- 呂彦青 - 野球　阪神タイガース（2018〜）
- 永田颯太郎 - 野球　東北楽天ゴールデンイーグルス（2023〜）
- 楊勇緯 - 柔道 2020年東京オリンピック 2位（銀メダリスト）（2021）